# Avesta (comune)
Avesta è un comune svedese di 21 663 abitanti, situato nella contea di Dalarna. Il suo capoluogo è la cittadina omonima, che conta circa 15 000 abitanti.

## Località
Nel territorio comunale sono comprese le seguenti aree urbane (tätort):
- Avesta
- Fors
- Horndal
- Nordanö
- Näs bruk